# Austrália nos Jogos Olímpicos de Inverno de 2018
A Austrália participou dos Jogos Olímpicos de Inverno de 2018, realizados na cidade de Pyeongchang, na Coreia do Sul.
O país estreou nos Jogos de Inverno em 1936 e participa regularmente desde 1952, totalizando a sua décima nona aparição. Sua delegação foi composta por 50 atletas que competiram em dez esportes.

## Medalhas
| Atleta        | Esporte            | Evento                    | Medalha |
| ------------- | ------------------ | ------------------------- | ------- |
| Matt Graham   | Esqui estilo livre | Moguls masculino          | Prata   |
| Jarryd Hughes | Snowboard          | Snowboard cross masculino | Prata   |
| Scotty James  | Snowboard          | Halfpipe masculino        | Bronze  |

## Desempenho

### Bobsleigh
Masculino
| Atleta                                           | Evento  | Final     | Final     | Final     | Final       | Final   | Final |
| Atleta                                           | Evento  | Descida 1 | Descida 2 | Descida 3 | Descida 4   | Total   | Pos.  |
| ------------------------------------------------ | ------- | --------- | --------- | --------- | ----------- | ------- | ----- |
| Lucas Mata David Mari                            | Duplas  | 49.88     | 50.04     | 49.87     | Não avançou | 2:29.79 | 22º   |
| Lucas Mata David Mari Lachlan Reidy Hayden Smith | Equipes | 49.72     | 49.91     | 50.07     | Não avançou | 2:29.70 | 25º   |

### Esqui alpino
Feminino
| Atleta      | Evento    | Descida 1 | Descida 2 | Total   | Pos. |
| ----------- | --------- | --------- | --------- | ------- | ---- |
| Greta Small | Combinado | DNF       | DNF       | DNF     | DNF  |
| Greta Small | Downhill  |           |           | 1:42.07 | 20º  |
| Greta Small | Super-G   |           |           | 1:24.09 | 31º  |

Masculino
| Atleta           | Evento         | Descida 1 | Descida 2 | Total   | Pos. |
| ---------------- | -------------- | --------- | --------- | ------- | ---- |
| Dominic Demschar | Slalom         | DNF       | DNF       | DNF     | DNF  |
| Dominic Demschar | Slalom gigante | 1:13.21   | 1:13.54   | 2:26.75 | 33º  |
| Harry Laidlaw    | Slalom gigante | DSQ       | DSQ       | DSQ     | DSQ  |

### Esqui cross-country
Feminino
| Atleta                          | Evento                 | Qualificatória   | Qualificatória | Quartas       | Quartas     | Semifinal   | Semifinal   | Final       | Final       |
| Atleta                          | Evento                 | Tempo            | Pos.           | Tempo         | Pos.        | Tempo       | Pos.        | Tempo       | Pos.        |
| ------------------------------- | ---------------------- | ---------------- | -------------- | ------------- | ----------- | ----------- | ----------- | ----------- | ----------- |
| Barbara Jezeršek                | 10 km livre            |                  |                |               |             |             |             | 27:42.5     | 33º         |
| Barbara Jezeršek                | 15 km skiathlon        | Clássico 23:34.0 | 43º            | Livre 20:33.6 | 28º         |             |             | 44:39.3     | 39º         |
| Aimee Watson                    | 10 km livre            |                  |                |               |             |             |             | 29:41.4     | 68º         |
| Aimee Watson                    | Velocidade individual  | 3:44.87          | 58º            | Não avançou   | Não avançou | Não avançou | Não avançou | Não avançou | Não avançou |
| Casey Wright                    | Velocidade individual  | 3:49.80          | 63º            | Não avançou   | Não avançou | Não avançou | Não avançou | Não avançou | Não avançou |
| Jessica Yeaton                  | 10 km livre            |                  |                |               |             |             |             | 28:09.6     | 41º         |
| Jessica Yeaton                  | 15 km skiathlon        | Clássico 23:45.2 | 50º            | Livre 21:20.1 | 47º         |             |             | 45:44.8     | 50º         |
| Jessica Yeaton                  | 30 km clássico         |                  |                |               |             |             |             | 1:40.54.8   | 42º         |
| Jessica Yeaton                  | Velocidade individual  | 3:33.01          | 48º            | Não avançou   | Não avançou | Não avançou | Não avançou | Não avançou | Não avançou |
| Barbara Jezeršek Jessica Yeaton | Velocidade por equipes |                  |                |               |             | 17:20.38    | 14º         | Não avançou | Não avançou |

Masculino
| Atleta                           | Evento                 | Qualificatória   | Qualificatória | Quartas       | Quartas     | Semifinal   | Semifinal   | Final       | Final       |
| Atleta                           | Evento                 | Tempo            | Pos.           | Tempo         | Pos.        | Tempo       | Pos.        | Tempo       | Pos.        |
| -------------------------------- | ---------------------- | ---------------- | -------------- | ------------- | ----------- | ----------- | ----------- | ----------- | ----------- |
| Phillip Bellingham               | 15 km livre            |                  |                |               |             |             |             | 38:36.2     | 77º         |
| Phillip Bellingham               | 50 km clássico         |                  |                |               |             |             |             | 2:30:39.7   | 56º         |
| Phillip Bellingham               | Velocidade individual  | 3:31.54          | 65º            | Não avançou   | Não avançou | Não avançou | Não avançou | Não avançou | Não avançou |
| Callum Watson                    | 15 km livre            |                  |                |               |             |             |             | 37:53.9     | 70º         |
| Callum Watson                    | 30 km skiathlon        | Clássico 44:47.7 | 62º            | Livre 39:56.0 | 58º         |             |             | 1:25:15.4   | 58º         |
| Callum Watson                    | 50 km clássico         |                  |                |               |             |             |             | 2:33:28.6   | 58º         |
| Phillip Bellingham Callum Watson | Velocidade por equipes |                  |                |               |             | 17:38.36    | 24º         | Não avançou | Não avançou |

### Esqui estilo livre
Aerials
| Atleta         | Evento    | Qualificação | Qualificação | Qualificação | Qualificação | Final       | Final       | Final       | Final       | Final       | Final       |
| Atleta         | Evento    | Salto 1      | Salto 1      | Salto 2      | Salto 2      | Salto 1     | Salto 1     | Salto 2     | Salto 2     | Salto 3     | Salto 3     |
| Atleta         | Evento    | Pontos       | Pos.         | Pontos       | Pos.         | Pontos      | Pos.        | Pontos      | Pos.        | Pontos      | Pos.        |
| -------------- | --------- | ------------ | ------------ | ------------ | ------------ | ----------- | ----------- | ----------- | ----------- | ----------- | ----------- |
| Lydia Lassila  | Feminino  | 66.27        | 18º          | 63.45        | 14º          | Não avançou | Não avançou | Não avançou | Não avançou | Não avançou | Não avançou |
| Laura Peel     | Feminino  | 64.86        | 19º          | 89.46        | 3º Q         | 85.05       | 9º Q        | 85.65       | 3º Q        | 55.34       | 5º          |
| Danielle Scott | Feminino  | 93.76        | 5º           | Bye          | Bye          | 57.01       | 12º         | Não avançou | Não avançou | Não avançou | Não avançou |
| Samantha Wells | Feminino  | 54.28        | 22º          | 58.27        | 17º          | Não avançou | Não avançou | Não avançou | Não avançou | Não avançou | Não avançou |
| David Morris   | Masculino | 112.83       | 15º          | 124.89       | 2º Q         | 111.95      | 10º         | Não avançou | Não avançou | Não avançou | Não avançou |

Moguls
| Madii Himbury        | Feminino  | 31.45 | 69.49 | 15º  | 31.44 | 69.36 | 10º Q | 31.03       | 68.19       | 20º         | Não avançou | Não avançou | Não avançou | Não avançou | Não avançou | Não avançou      |
| Jakara Anthony       | Feminino  | 30.52 | 69.49 | 14º  | 31.69 | 73.35 | 3º Q  | 30.46       | 76.81       | 4º Q        | 30.48       | 76.45       | 5º Q        | 30.94       | 75.35       | 4º               |
| Britteny Cox         | Feminino  | 28.94 | 76.78 | 7º Q | Bye   | Bye   | Bye   | 29.19       | 75.79       | 5º Q        | 28.99       | 78.28       | 2º Q        | 28.29       | 75.08       | 5º               |
| Claudia Gueli        | Feminino  | 31.17 | 68.68 | 17º  | 38.35 | 35.19 | 13º   | Não avançou | Não avançou | Não avançou | Não avançou | Não avançou | Não avançou | Não avançou | Não avançou | Não avançou      |
| Rohan Chapman-Davies | Masculino | 26.07 | 73.96 | 17º  | 27.52 | 67.94 | 12º   | Não avançou | Não avançou | Não avançou | Não avançou | Não avançou | Não avançou | Não avançou | Não avançou | Não avançou      |
| Matt Graham          | Masculino | 24.47 | 77.28 | 9º Q | Bye   | Bye   | Bye   | 24.89       | 81.39       | 2º Q        | 25.18       | 80.01       | 4º Q        | 24.85       | 82.57       | Medalha de prata |
| Brodie Summers       | Masculino | DNS   | DNS   | DNS  | DNS   | DNS   | DNS   | Não avançou | Não avançou | Não avançou | Não avançou | Não avançou | Não avançou | Não avançou | Não avançou | Não avançou      |
| James Matheson       | Masculino | 26.33 | 72.27 | 23º  | 27.44 | 74.61 | 10º Q | 26.33       | 75.98       | 14º         | Não avançou | Não avançou | Não avançou | Não avançou | Não avançou | Não avançou      |

Ski cross
| Atleta           | Evento    | Ranqueamento | Ranqueamento | Oitavas | Quartas     | Semifinal   | Final       | Final       |
| Atleta           | Evento    | Tempo        | Pos.         | Posição | Posição     | Posição     | Posição     | Pos.        |
| ---------------- | --------- | ------------ | ------------ | ------- | ----------- | ----------- | ----------- | ----------- |
| Sami Kennedy-Sim | Feminino  | 1:14.97      | 9º           | 2º Q    | 1º Q        | 3º QB       | 4º          | 8º          |
| Anton Grimus     | Masculino | 1:40.80      | 30º          | 4º      | Não avançou | Não avançou | Não avançou | Não avançou |

Slopestyle
| Atleta       | Evento    | Qualificação | Qualificação | Qualificação | Qualificação | Final       | Final       | Final       | Final       | Final       |
| Atleta       | Evento    | Descida 1    | Descida 2    | Melhor       | Pos.         | Descida 1   | Descida 2   | Descida 3   | Melhor      | Pos.        |
| ------------ | --------- | ------------ | ------------ | ------------ | ------------ | ----------- | ----------- | ----------- | ----------- | ----------- |
| Russ Henshaw | Masculino | 72.60        | 64.00        | 72.60        | 19º          | Não avançou | Não avançou | Não avançou | Não avançou | Não avançou |

### Luge
Masculino
| Atleta             | Evento     | Final     | Final     | Final     | Final       | Final    | Final |
| Atleta             | Evento     | Descida 1 | Descida 2 | Descida 3 | Descida 4   | Total    | Pos.  |
| ------------------ | ---------- | --------- | --------- | --------- | ----------- | -------- | ----- |
| Alexander Ferlazzo | Individual | 48.073    | 48.587    | 49.351    | Não avançou | 2:26.011 | 28º   |

### Patinação artística
| Atleta                               | Evento               | Programa curto | Programa curto | Programa livre | Programa livre | Total       | Total       |
| Atleta                               | Evento               | Pontos         | Pos.           | Pontos         | Pos.           | Pontos      | Pos.        |
| ------------------------------------ | -------------------- | -------------- | -------------- | -------------- | -------------- | ----------- | ----------- |
| Kailani Craine                       | Individual feminino  | 56.77          | 16º            | 111.84         | 16º            | 168.61      | 17º         |
| Brendan Kerry                        | Individual masculino | 83.06          | 16º            | 150.75         | 21º            | 233.81      | 20º         |
| Katia Alexandrovskaya Harley Windsor | Duplas               | 61.55          | 18º            | Não avançou    | Não avançou    | Não avançou | Não avançou |

### Patinação de velocidade
Masculino
| Atleta       | Evento | Final   | Final |
| Atleta       | Evento | Tempo   | Pos.  |
| ------------ | ------ | ------- | ----- |
| Daniel Greig | 500 m  | 35.22   | 21º   |
| Daniel Greig | 1000 m | 1:09.99 | 22º   |

### Patinação de velocidade em pista curta
Feminino
| Atleta         | Evento | Preliminar | Preliminar | Quartas     | Quartas     | Semifinal   | Semifinal   | Final       | Final       |
| Atleta         | Evento | Tempo      | Pos.       | Tempo       | Pos.        | Tempo       | Pos.        | Tempo       | Pos.        |
| -------------- | ------ | ---------- | ---------- | ----------- | ----------- | ----------- | ----------- | ----------- | ----------- |
| Deanna Lockett | 1000 m | PEN        | PEN        | Não avançou | Não avançou | Não avançou | Não avançou | Não avançou | Não avançou |
| Deanna Lockett | 1500 m | 2:28.996   | 2º Q       |             |             | 3:01.928    | 6º          | Não avançou | Não avançou |

Masculino
| Atleta    | Evento | Preliminar | Preliminar | Quartas     | Quartas     | Semifinal   | Semifinal   | Final       | Final       |
| Atleta    | Evento | Tempo      | Pos.       | Tempo       | Pos.        | Tempo       | Pos.        | Tempo       | Pos.        |
| --------- | ------ | ---------- | ---------- | ----------- | ----------- | ----------- | ----------- | ----------- | ----------- |
| Andy Jung | 500 m  | 1:03.137   | 3º         | Não avançou | Não avançou | Não avançou | Não avançou | Não avançou | Não avançou |
| Andy Jung | 1500 m | 2:28.996   | 2º Q       |             |             | 3:01.928    | 6º          | Não avançou | Não avançou |

### Skeleton
| Atleta           | Evento    | Final     | Final     | Final     | Final     | Final   | Final |
| Atleta           | Evento    | Descida 1 | Descida 2 | Descida 3 | Descida 4 | Total   | Pos.  |
| ---------------- | --------- | --------- | --------- | --------- | --------- | ------- | ----- |
| Jaclyn Narracott | Feminino  | 52.53     | 52.76     | 52.62     | 52.82     | 3:30.73 | 16º   |
| John Farrow      | Masculino | 51.64     | 51.31     | 51.40     | 51.53     | 3:25.88 | 19º   |

### Snowboard
Livre
| Atleta           | Evento             | Qualificatória | Qualificatória | Qualificatória | Final       | Final       | Final       | Final             |
| Atleta           | Evento             | Descida 1      | Descida 2      | Pos.           | Descida 1   | Descida 2   | Descida 3   | Pos.              |
| ---------------- | ------------------ | -------------- | -------------- | -------------- | ----------- | ----------- | ----------- | ----------------- |
| Emily Arthur     | Halfpipe feminino  | 30.25          | 66.50          | 8º             | 48.25       | 9.25        | 25.00       | 11º               |
| Holly Crawford   | Halfpipe feminino  | 57.50          | 20.00          | 13º            | Não avançou | Não avançou | Não avançou | Não avançou       |
| Jessica Rich     | Big air feminino   | 73.50          | 74.25          | 13º            | Não avançou | Não avançou | Não avançou | Não avançou       |
| Kent Callister   | Halfpipe masculino | 66.75          | 77.00          | 12º            | 20.00       | 62.00       | 56.75       | 10º               |
| Scott James      | Halfpipe masculino | 89.00          | 96.75          | 2º             | 92.00       | 81.75       | 40.25       | Medalha de bronze |
| Nathan Johnstone | Halfpipe masculino | 62.25          | 10.25          | 22º            | Não avançou | Não avançou | Não avançou | Não avançou       |

Snowboard cross
| Atleta          | Evento    | Preliminar | Preliminar | Oitavas | Quartas     | Semifinal   | Final       | Final            |
| Atleta          | Evento    | Tempo      | Pos.       | Posição | Posição     | Posição     | Posição     | Pos.             |
| --------------- | --------- | ---------- | ---------- | ------- | ----------- | ----------- | ----------- | ---------------- |
| Belle Brockhoff | Feminino  | 1:20.34    | 10º        |         | 3º Q        | DNF QB      | 5º          | 11º              |
| Cameron Bolton  | Masculino | 1:14.35    | 12º        | 2º Q    | 3º Q        | 4º QB       | 4º          | 10º              |
| Jarryd Hughes   | Masculino | 1:13.73    | 25º        | 1º Q    | 2º Q        | 2º QA       | 2º          | Medalha de prata |
| Adam Lambert    | Masculino | 1:14.94    | 22º        | 4º      | Não avançou | Não avançou | Não avançou | Não avançou      |
| Alex Pullin     | Masculino | 1:14.76    | 20º        | 2º Q    | 2º Q        | 1º QA       | 6º          | 6º               |

Legenda
| Recorde mundial      | Recorde mundial (World record)               |                       | Recorde africano                      | Recorde africano (African) |                                           | Q | Classificado por posição (Qualified) |
| Recorde olímpico     | Recorde olímpico (Olympic record)            | Recorde da América    | Recorde da América (Americas)         | q                          | Classificado por melhor tempo (Qualified) |   |                                      |
| Melhor marca do ano  | Melhor marca do ano (World leading)          | Recorde asiático      | Recorde asiático (Asian)              | DNS                        | Não largou (Did not start)                |   |                                      |
| Recorde nacional     | Recorde nacional (National record)           | Recorde europeu       | Recorde europeu (European)            | DNF                        | Não terminou (Did not finish)             |   |                                      |
| Recorde pessoal      | Recorde pessoal do atleta (Personal best)    | Recorde da Oceania    | Recorde da Oceania (Oceania)          | DSQ / DQ                   | Desclassificado (Disqualified)            |   |                                      |
| Recorde da temporada | Recorde da temporada do atleta (Season best) | Recorde sul-americano | Recorde sul-americano (South America) | NM                         | Sem marca (No mark)                       |   |                                      |

### Patinação de velocidade
| Recorde de pista | Recorde da pista (Track record)               |  |  |
| QA               | Classificado para a final A                   |  |  |
| QB               | Classificado para a final B                   |  |  |
| ADV              | Classificado após decisão arbitral (Advanced) |  |  |
| PEN              | Pênalti                                       |  |  |
| YC               | Cartão amarelo (Yellow Card)                  |  |  |